# Indien i olympiska sommarspelen 1972
Indien deltog i de olympiska sommarspelen 1972 i München. Landet ställde upp med en trupp bestående av 41 deltagare, 40 män och en kvinna, vilka deltog i 27 tävlingar i sju sporter. Herrlandslaget i landhockey tog ett brons vilket var landets enda medalj.

## Medaljer
Brons
- B.P. Govinda, Charles Cornelius, Manuel Frederick, Michael Kindo, Ashok Kumar, M.P. Ganesh, Krishnamurty Perumal, Ajitpal Singh, Harbinder Singh, Harcharan Singh, Harmik Singh, Kulwant Singh, Mukhbain Singh och Virinder Singh - Landhockey, Herrarnas turnering

## Boxning
Herrar
| Boxare               | Gren          | Första rundan        | Andra rundan         | Tredje rundan        | Kvartsfinal          | Semifinal            | Final                | Final |
| Boxare               | Gren          | Motståndare Resultat | Motståndare Resultat | Motståndare Resultat | Motståndare Resultat | Motståndare Resultat | Motståndare Resultat | Plats |
| -------------------- | ------------- | -------------------- | -------------------- | -------------------- | -------------------- | -------------------- | -------------------- | ----- |
| Chander Narayanan    | Flugvikt      | Bye                  | Blazynski (POL) 2-3  | Gick inte vidare     | Gick inte vidare     | Gick inte vidare     | Gick inte vidare     | 17    |
| Muniswamy Venu       | Lättvikt      | Bye                  | Cole (GBR) TKO-3     | Mbugua (KEN) 0-5     | Gick inte vidare     | Gick inte vidare     | Gick inte vidare     | 9     |
| Nghivav Mehtab Singh | Lätt tungvikt | Bye                  | Oliveira (BRA) 0-5   | Gick inte vidare     | Gick inte vidare     | Gick inte vidare     | Gick inte vidare     | 17    |

## Brottning
Fristil
| Idrottare      | Gren  | Omgång 1                           | Omgång 2                          | Omgång 3                        | Omgång 4                        | Omgång 5                         | Omgång 6                             | Sista omgången                    |
| Idrottare      | Gren  | Motståndare Resultat               | Motståndare Resultat              | Motståndare Resultat            | Motståndare Resultat            | Motståndare Resultat             | Motståndare Resultat                 | Motståndare Resultat              |
| -------------- | ----- | ---------------------------------- | --------------------------------- | ------------------------------- | ------------------------------- | -------------------------------- | ------------------------------------ | --------------------------------- |
| Adkar Maruti   | 48 kg | Dmitrijev (URS) Förlust genom fall | Jang (PRK) Förlust på poäng       | Gick inte vidare                | Gick inte vidare                | Gick inte vidare                 | Gick inte vidare                     | Gick inte vidare                  |
| Sudesh Kumar   | 52 kg | Alan (TUR) Vinst på poäng          | Kim (KOR) Vinst genom fall        | Martínez (MEX) Vinst genom fall | Gál (HUN) Vinst genom fall      | Kato (JPN) Förlust på poäng      | Alachverdijev (URS) Förlust på poäng | Gick inte vidare                  |
| Prem Premnath  | 57 kg | Barry (AUS) Vinst genom fall       | Fuentes (GUA) Vinst på poäng      | Sideeq (AFG) Vinst genom fall   | Maggiolo (ARG) Vinst genom fall | Sanders (USA) Förlust genom fall | bye                                  | Yanagida (JPN) Förlust genom fall |
| Satpal Singh   | 62 kg | Stolarski (POL) Vinst på poäng     | Akdağ (TUR) Förlust genom fall    | Burge (GUA) Förlust på poäng    | Gick inte vidare                | Gick inte vidare                 | Gick inte vidare                     | Gick inte vidare                  |
| Jagrup Singh   | 68 kg | Natsagdorj (MGL) Förlust på poäng  | Halfin (ISR) Förlust på poäng     | Gick inte vidare                | Gick inte vidare                | Gick inte vidare                 | i.u.                                 | Gick inte vidare                  |
| Mukhtiar Singh | 74 kg | Akers (AUS) Vinst på poäng         | Robin (FRA) Förlust genom fall    | Ambruş (ROU) Förlust genom fall | Gick inte vidare                | Gick inte vidare                 | Gick inte vidare                     | Gick inte vidare                  |
| Harish Chander | 82 kg | Aspin (NZL) Förlust genom fall     | Sasaki (JPN) Förlust genom fall   | Gick inte vidare                | Gick inte vidare                | Gick inte vidare                 | i.u.                                 | Gick inte vidare                  |
| Ram Chandgi    | 90 kg | Saunders (CAN) Förlust genom fall  | Strachov (URS) Förlust genom fall | Gick inte vidare                | Gick inte vidare                | Gick inte vidare                 | Gick inte vidare                     | Gick inte vidare                  |

## Landhockey
Laguppställning
B.P. Govinda
Charles Cornelius
Manuel Frederick
Michael Kindo
Ashok Kumar
M.P. Ganesh
Krishnamurty Perumal
Ajitpal Singh
Harbinder Singh
Harcharan Singh
Harmik Singh
Kulwant Singh
Mukhbain Singh
Virinder Singh
Gruppspel
| Lag            | S | V | O | F | GM | IM | MS  | P  |
| -------------- | - | - | - | - | -- | -- | --- | -- |
| Indien         | 7 | 5 | 2 | 0 | 12 | 25 | −13 | 12 |
| Nederländerna  | 7 | 5 | 1 | 1 | 11 | 20 | −9  | 11 |
| Storbritannien | 7 | 4 | 1 | 2 | 15 | 10 | +5  | 9  |
| Australien     | 7 | 3 | 2 | 2 | 18 | 8  | +10 | 8  |
| Nya Zeeland    | 7 | 2 | 3 | 2 | 16 | 11 | +5  | 7  |
| Polen          | 7 | 2 | 2 | 3 | 12 | 12 | 0   | 6  |
| Kenya          | 7 | 1 | 1 | 5 | 8  | 17 | −9  | 3  |
| Mexiko         | 7 | 0 | 0 | 7 | 1  | 40 | −39 | 0  |

Semifinal
|  | 8 september 1972 | Pakistan             | 2 – 0   | Indien |                                                                |                                                                |
|  |                  | Fazal 11' Sheikh 34' | (2 – 0) |        | Domare: Horacio Servetto Argentina Richard J Jewell Australien | Domare: Horacio Servetto Argentina Richard J Jewell Australien |
|  |                  |                      |         |        | Domare: Horacio Servetto Argentina Richard J Jewell Australien | Domare: Horacio Servetto Argentina Richard J Jewell Australien |
|  |                  |                      |         |        | Domare: Horacio Servetto Argentina Richard J Jewell Australien | Domare: Horacio Servetto Argentina Richard J Jewell Australien |

Bronsmatch
|       | 10 september 1972 | Indien                | 2 – 1   | Nederländerna |                                                                                                 |                                                                                                 |
| 10:00 | 10:00             | Govinda 15' Singh 70' | (1 – 1) | Kruize 6'     | Hockey Facility Olympic Park, München Domare: Osvaldo Pensosi Italien Bernard Valette Frankrike | Hockey Facility Olympic Park, München Domare: Osvaldo Pensosi Italien Bernard Valette Frankrike |
| 10:00 | 10:00             |                       |         |               | Hockey Facility Olympic Park, München Domare: Osvaldo Pensosi Italien Bernard Valette Frankrike | Hockey Facility Olympic Park, München Domare: Osvaldo Pensosi Italien Bernard Valette Frankrike |
| 10:00 | 10:00             |                       |         |               | Hockey Facility Olympic Park, München Domare: Osvaldo Pensosi Italien Bernard Valette Frankrike | Hockey Facility Olympic Park, München Domare: Osvaldo Pensosi Italien Bernard Valette Frankrike |

## Segling
Finnjolle
- Tehmasp Rustom Mogul
  - Race 1 — 37 poäng (→ 31:a plats)
  - Race 2 — 40 poäng (→ 34:e plats)
  - Race 3 — 36 poäng (→ 30:e plats)
  - Race 4 — 41 poäng (→ slutförde inte racet)
  - Race 5 — 36 poäng (→ 30:e plats)
  - Race 6 — 41 poäng (→ slutförde inte racet)
  - Race 7 — 40 poäng (→ 34:e plats)
  - Totalt — 271 poäng (→ 34:e plats)

Flygande holländare
- Ahmed Abdul Basith och Sohrab Janshed Contractor
  - Race 1 — 35 poäng (→ 29:e plats)
  - Race 2 — 34 poäng (→ 28:e plats)
  - Race 3 — 35 poäng (→ 29:e plats)
  - Race 4 — 31 poäng (→ 25:e plats)
  - Race 5 — 35 poäng (→ slutförde inte racet)
  - Race 6 — 33 poäng (→ 27:e plats)
  - Race 7 — 33 poäng (→ slutförde inte racet)
  - Totalt — 236 poäng (→ 29:e plats)

## Skytte
Öppna grenar
| Idrottare            | Gren                     | Poäng | Placering |
| -------------------- | ------------------------ | ----- | --------- |
| Prithipal Chatterjee | 50 meter gevär, liggande | 572   | 95        |
| Roy Choudhury        | 50 meter gevär, liggande | 567   | 99        |
| Karni Singh          | Trap                     | 180   | 34        |
| Karni Singh          | Skeet                    | 186   | 36        |
| Randhir Singh        | Trap                     | 173   | 44        |

## Tyngdlyftning
Herrar
| Idrottare   | Gren  | Press | Ryck | Stöt  | Total | Plats |
| ----------- | ----- | ----- | ---- | ----- | ----- | ----- |
| Anil Mondal | 52 kg | 95,0  | 85,0 | 117,5 | 297,5 | 11    |